# Tetsuo: The Iron Man
Tetsuo: The Iron Man (jap. 鉄男 Tetsuo) – japoński film z gatunku cyberpunk body horror z 1989 r. w reżyserii Shin’yi Tsukamoto. 
Nie licząc filmów nakręconych kamerą 8 mm, był to trzeci (po krótkometrażowych Futsū saizu no kaijin i Denchū kozō no bōken) film reżysera. Nakręcony przy niskim budżecie, undergroundowy w stylu, przysporzył Tsukamoto popularności w Japonii i za granicą. Trzy lata później powstał sequel zatytułowany Tetsuo II: Body Hammer.

## Obsada
- Tomorowo Taguchi jako mężczyzna
- Kei Fujiwara jako kobieta
- Nobu Kanaoka jako kobieta w okularach
- Renji Ishibashi jako włóczęga
- Naomasa Musaka jako lekarz
- Shin’ya Tsukamoto jako fetyszysta metali

## Fabuła
Film otwiera scena z mężczyzną (Shin’ya Tsukamoto) z raną w nodze, odsłaniającą fragment metalu w jego ciele. Mężczyzna po tym jak widzi w ranie larwy much, krzyczy i zrywa się do ucieczki: gdy przebiega przez ulicę, zostaje potrącony przez samochód.